# حميمقية
الحُمَيْمِقِيَّة (الاسم العلمي: Buteoninae) هي فُصَيلة من الطيور الجارحة أنواعها متوسطة إلى كبيرة وعريضة الأجنحة.
لديها مناقير كبيرة وقوية ومعقوفة لتمزيق اللحم من فرائسهم، وسيقان ومخالب قوية. لديهم أيضًا بصر حاد للغاية لتمكينهم من اكتشاف الفريسة المحتملة من مسافة بعيدة.
تحتوي هذه الفُصَيلة على طيور الحميمق ذات تنوع كبير في المظهر والشكل وبعضها يشبه العُقاب، مع ما لا يقل عن 50 نوعًا متضمنة عمومًا في الفُصَيلة. في وقت ما، جُمّعت عدة أنواع، بما في ذلك التجمعات الكبيرة مثل العقبان المسرولة، لكن الدراسات الحديثة باستخدام الحمض النووي للميتوكوندريا أوضحت أن هذه الفُصَيلة كانت أصغر مما صُنّفت سابقًا. 

## الأجناس
- حميمق، Buteo
- شبيه حميمق [الإنجليزية]، Parabuteo
- حميمق بازي، Butastur
- باز أسود الطوق [الإنجليزية]، Busarellus
- حدأة الحلزون، Rostrhamus
- حميمق ديكي، Buteogallus
- باز رصاصي [الإنجليزية]، Cryptoleucopteryx
- عقاب كركي، Geranoaetus
- حميمق العظايات، Kaupifalco
- بيضاء الريش، Leucopternis
- باز أسود الصدر [الإنجليزية]، Morphnarchus
- باز إوزي زائف [الإنجليزية]، Pseudastur